# Basile Ikouébé
Basile Ikouébé , né le 1er juillet 1946, est un diplomate congolais de carrière et homme politique, élevé à la dignité d'ambassadeur du Congo en janvier 2021. Il est depuis juillet 2021, Haut représentant de l’Union africaine au Tchad.  

## Carrière professionnelle

### Parcours diplomatique et politique
Basile Ikouébé commence sa carrière en 1974 au ministère congolais des Affaires étrangères où il a été successivement directeur de cabinet du ministre de 1975 à 1977, secrétaire général dudit ministère de 1978 à 1979. Pendant 10 ans, il a été le conseiller diplomatique du Président de la République (de 1982 à 1992), fonction qu’il cumulera ensuite avec celle de ministre, directeur de cabinet du président de la République de 1987 à 1992.  Il revient ensuite au ministère des Affaires étrangères où il est nommé ambassadeur Itinérant de 1994 à 1996, puis de nouveau secrétaire général de 1996 à 1998.
En 1998, Il est nommé ambassadeur, représentant permanent auprès de Nations unies à New York où il siège au Conseil de sécurité de 2006 à 2007 et en assure la présidence tournante en mai 2006. Il est ensuite nommé ministre des Affaires étrangères le 31 mai 2007 poste qu’il quitte le 10 août 2015.  
Il est nommé en 2017 représentant du président de la Commission de l'Union africaine pour la région des Grands lacs, chef du Bureau de Liaison pour le Burundi, à Bujumbura. En juillet 2021, il est nommé Haut représentant de l’Union africaine pour la transition au Tchad avec pour mission d’accompagner et de superviser la mise en œuvre des engagements de transition du Conseil militaire Tchadien.

## Distinctions honorifiques
Le 28 mai 2013, Basile Ikouébé est élevé au rang de grand officier de l'ordre du Mérite congolais. Il est élevé à la dignité d'ambassadeur du Congo par décret présidentiel no 2021-38 du 20 janvier 2021.